# Students for Concealed Carry
O Students for Concealed Carry (SCC), anteriormente Students for Concealed Carry on Campus, é um grupo de defesa do direito de porte velado dentro dos campus ("campus carry") nos Estados Unidos, uma política que permite que os titulares de autorizações de porte velado carreguem armas ocultas nos campi universitários.

## Antecedentes
A partir de 2019, 16 estados proibiram o porte velado de armas no campus de uma faculdade; 23 estados permitem que faculdades e universidades individuais tomem decisões sobre se devem proibir ou permitir o porte velado em seus campi; 10 estados (seja por causa de legislação estadual de decisão judicial) permitem o porte velado de armas em campi de faculdades públicas pós-secundárias; e um estado (Utah) tem uma lei estadual específica exigindo que todas as faculdades e universidades públicas permitam o porte velado de armas em suas propriedades.

## Histórico e atividades
O Students for Concealed Carry foi formado em 2007, um dia após o "Massacre de Virginia Tech". O grupo promoveu esforços para derrubar as proibições de armas no campus em vários estados.
O SCC realizou "protestos de coldre vazio" em que os alunos que apóiam o grupo carregam coldres vazios para protestar contra a proibição do porte velado de armas de fogo em campi universitários. O SCC também realizou uma conferência nacional anual em Washington, D.C., na televisão C-SPAN.
Em 2008, o SCC (representado pela "Mountain States Legal Foundation") processou o "University of Colorado System" e seus funcionários sobre a proibição do sistema universitário de "posse de armas de fogo ou outras armas perigosas ou ilegais em ou dentro de" propriedades da Universidade do Colorado. Em 2012, a "Colorado Supreme Court" decidiu a favor da SCC, sustentando que o "Colorado Concealed Carry Act" proibia o Conselho de Regentes de regulamentar o porte velado de armas de fogo no campus.

## Apoio e oposição
Os esforços do grupo para expandir o porte no campus são apoiados por outros grupos de direitos de armas, e são combatidos por grupos de controle de armas, como o "Students for Gun-Free Schools", e a "Brady Campaign to Prevent Gun Violence", bem como alguns alunos, professores, funcionários e administradores.

## Students for Concealed Carry Foundation
A Students for Concealed Carry Foundation (SCCF) é uma entidade sem fins lucrativos, sob o código IRS 501(c)(3) associada ao SCC, com o objetivo principal de proteger os direitos da Segunda Emenda de estudantes universitários, especialmente aqueles que têm permissão de porte velado de exercer esse direito em campi universitários por meio de pesquisas, educação e esforços judiciais.